# Ginglymostoma cirratum
El tiburón nodriza o tiburón gato  es una especie de tiburón que habita en los fondos marinos, llega a medir hasta 4 m de largo y puede encontrarse en mares tropicales como los de Centroamérica. Aunque generalmente se los conoce como tiburones gato, muchas especies son comúnmente llamadas cazón. Se encuentran tiburones gato en los mares tropicales y templados de todo el mundo, que van desde muy poco profundas aguas interpelágicas a profundidades de 2000 metros o más, dependiendo de la especie.
El tiburón gato se distingue por su forma alargada, como ojos de gato y dos pequeñas aletas dorsales establecidas muy detrás. La mayoría de las especies son bastante pequeñas, creciendo no más de 80 cm; unos pocos, como el scyliorhinus stellaris, puede llegar a 1,6 metros de longitud. La mayoría de las especies tienen una apariencia de entramado, desde bandas a parches de manchas. Se alimentan de invertebrados y peces pequeños. Algunas especies son ovíparos aplacentales, pero la mayoría ponen huevos.

## Distribución

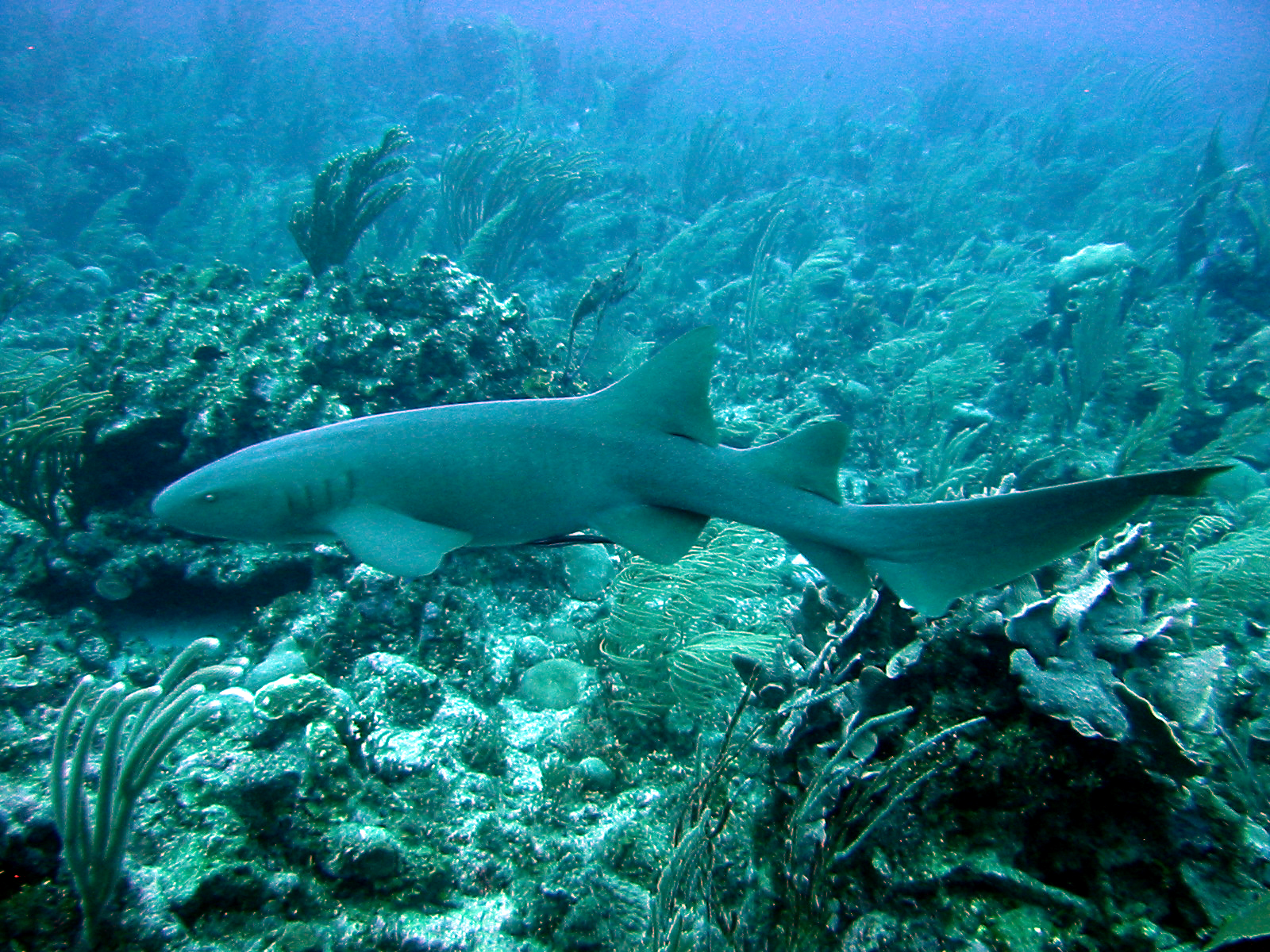
Foto tomada por Joseph Thomas cerca de Cayo Ambergris, Belice, 22/11/2003

Se encuentra en los países de Anguila, Antigua y Barbuda, Aruba, Bahamas, Barbados, Belice, Bermuda, Bonaire, San Eustaquio y Saba (Saba, San Eustaquio) Brasil, Camerún, Cabo Verde, Costa Rica, Colombia, Cuba, Dominica, Ecuador, España, Guinea Ecuatorial, Francia, Guayana Francesa, Gabón, Granada, Guadalupe, Guyana, Haití, Honduras, Jamaica, Las Maldivas, Martinica, México, Montserrat, Panamá, Perú, Puerto Rico, República Dominicana, San Cristóbal y Nieves, Santa Lucía, San Martín (parte francesa), San Vicente y las Granadinas, Senegal, Sint Maarten (parte neerlandesa), Trinidad y Tobago, Islas Turcas y Caicos, Estados Unidos (Florida, Georgia, Carolina del Norte, Rhode Island, Carolina del Sur, Texas), Venezuela, Islas Vírgenes Británicas, Islas Vírgenes EE. UU, Islas Caimán, y en los océanos Atlántico y Pacífico.